# Тбіліський державний вірменський драматичний театр імені П. Адамяна
Тбіліський державний вірменський драматичний театр імені П. Адамяна — професійний театр, заснований за сприяння вірменської громади Грузії у 1856 році в місті Тбілісі шляхом залучення вірменських професійних акторів.

## Історія
Розмови про заснування такого театру почали ходити ще в 20-х роках XIX сторіччя, коли вірменські мандрівні актори гастролювали по Грузії, ставлячи вистави в школах і сценах інших театрів. Трупу акторів очолив Геворк Чмшкян, який виховав цілу плеяду талановитих акторів. З театром підтримували безпосередній зв'язок драматурги з Вірменії, в тому числі Габріел Сундукян. Тбілісі став своєрідним центром драматургії для місцевих вірмен, нерідко траплялося так, що в місто приїжджали працювати молоді актори з самої Вірменії, віддаючи перевагу цьому театру.
Театр ставив вистави не тільки за п'єсами вірменських драматургів, а й за всесвітньо відомими творами таких класиків, як Шекспір («Венеціанський купець», «Отелло» до 320-річчя від дня народження драматурга, «Гамлет»), Шиллер, Мольєр та інших. Серед вірменських драматургів глядачам і акторам найбільше подобався Г. Сундукян, серед світових — В. Шекспір.
Твори російських драматургів також ставилися в театрі. Серед них О. Грибоєдов, М. Гоголь, М. Лермонтов, О. Островський. На цьому ґрунті проявили себе десятки досвідчених акторів і дебютували сотні артистів, але крім сценічних досягнень були не менш важливі закулісні досягнення у вигляді перших постановок на такому рівні від режисерів.
Прихід радянської влади також залишив свій відбиток в історії театру. Був призначений новий художній керівник, ним став Л. Калантар, також театр отримав нове ім'я, його назвали в честь Степана Шаумяна. З п'єс того часу найуспішнішими були «Одруження» М. Гоголя, «Розбійники» Шиллера і «Чудо святого Антонія» М. Метерлінка.
З 1 травня 1921 року трупа носить почесний статус державного театру.
29 березня 1936 року театр переїхав у власну будівлю в Авлабарі. Графік роботи передбачав виступи три рази на тиждень. Тандем двох вірменських режисерів, А. Абаряна і Ф. Бжікяна, ставив спектаклі, які регулярно удостоювалися глядацьких овацій. Незважаючи на прихід нового покоління, старі майстри не забувалися: п'єси Сундукяна, як і інших вірменських драматургів, які не старіли; не забули і про Островського («Без вини винуваті»), додали до репертуару М. Горького («Вороги»), також віддавалася данина і грузинській стороні у вигляді постановок творів О. Ширванзаде («Намус», «Через честь», «Злий дух»). У театрі нарівні з вірменами виступало чимало грузинських артистів, і це віталося.
Діяльності театру не завадила навіть Друга світова війна. В репертуарі з'явилося більше ніж 60 постановок, спрямованих на патріотичне виховання населення, таких як «Хлопець з нашого міста» К. Симонова. Загалом, реалізм був основним напрямком всіх вистав. З 1946 року в театрі виступала Серіка Шекоян.
У 1956 році пройшли святкування сторіччя театру, на церемонії згадали всіх тих, хто зробив великий внесок в розвиток вірмено-грузинської драматургії, хто віддав багато років цій сцені: Г. Чмшкян, А. Мандінян, П. Адамян (в 1991 році театр був названий на його честь), О. Абелян, А. Харазян, В. Папазян і багато інших.